# Quilvissen
Quilvissen (Ptilichthyidae) zijn een familie van straalvinnige vissen uit de orde van Baarsachtigen (Perciformes).

## Geslacht
- Ptilichthys